# Bogdana Matsotska
Bogdana Olehivna Matsotska (ukrainien : Богдана Олегівна Мацьоцька) est une skieuse alpine ukrainienne, née le 27 août 1989 à Kossiv.

## Biographie
Matsotska fait ses débuts internationaux durant la saison 2004-2005, prenant part notamment au Festival olympique de la jeunesse européenne. Après quelques victoires en course FIS, elle obtient sa première expérience dans une compétition majeure chez les séniors, aux Championnats du monde 2009 à Val d'Isère, où elle est notamment 33e du super G. L'hiver suivant, elle est notamment sixième d'un slalom de la Coupe nord-américaine à Panorama, ce qui contribue à sa sélection pour les Jeux olympiques de Vancouver, où elle est en lice en slalom et slalom géant.
En janvier 2011, l'Ukrainienne découvre la Coupe du monde au super G d'Altenmarkt-Zauchensee (38e), puis court les Championnats du monde à Garmisch-Partenkirchen, où elle est notamment 26e du super combiné. Elle gagne deux titres aux Championnats d'Ukraine ensuite.
Aux Jeux olympiques d'hiver de 2014, alors que de violents affrontements ont lieu dans son pays, elle et son entraîneur (aussi son père) décident de se retirer de la compétition, désapprouvant la direction du gouvernement. Elle s'y est classée 27e en super G et 43e en slalom géant.

## Palmarès

### Jeux olympiques
| Épreuve / Édition | Vancouver 2010 | Sotchi 2014 |
| Super G           |                | 27e         |
| Slalom géant      | 44e            | 43e         |
| Slalom            | 37e            |             |

### Championnats du monde
| Épreuve / Édition                    | Descente | Super G | Slalom géant | Slalom  | Super combiné |
| Mondiaux 2009 Val d'Isère            | -        | 33e     | 42e          | Abandon | -             |
| Mondiaux 2011 Garmisch-Partenkirchen | 34e      | 38e     | 52e          | Abandon | 26e           |
| Mondiaux 2013 Schladming             | -        | -       | 46e          | 56e     | 32e           |
| Mondiaux 2015 Beaver Creek           | -        | 35e     | 49e          | 40e     | -             |